# Хрватска-Костайница
Хрватска-Костайница (хорв. Hrvatska Kostajnica) — город в Сисацко-Мославинской жупании Хорватии вблизи от границы с Боснией и Герцеговиной, центр одноимённой общины, в которую входит ещё шесть населённых пунктов. Население — 2756 человек (2011). Город был основан на острове посреди реки Уна, и в настоящее время бо́льшая часть города находится на левом берегу. На правом берегу находится город Республики Сербской Костайница.

## Население
По состоянию на 2011 год в городе проживало 2756 человек, большинство из которых (69,34 %) составляют хорваты. Значительным меньшинством являются сербы — 25,04 %.
До гражданской войны 1991—1995 годов большинство населения в общине составляли сербы (свыше 60 процентов), а хорватов проживало менее 30 процентов. Около 8 процентов населения общины идентифицировали себя как югославы.

### Национальный состав
Согласно данным центрального бюро статистики национальный состав города в разные годы выглядел следующим образом:
| Год переписи | Всего | Сербы          | Хорваты        | Югославы     | Остальные   |
| ------------ | ----- | -------------- | -------------- | ------------ | ----------- |
| 1991         | 3 480 | 1 889 (54,28%) | 1 087 (31,23%) | 264 (7,58%)  | 240 (6,89%) |
| 1981         | 3 159 | 1 374 (43,49%) | 1 023 (32,38%) | 639 (20,22%) | 123 (3,89%) |
| 1971         | 2 431 | 1 104 (45,41%) | 1 120 (46,07%) | 110 (4,52%)  | 97 (3,99%)  |

## Известные уроженцы, жители
Граф (с 1798) Андреас Карачай родился в  1744 году в дворянской семье в  Хрватска-Костайнице австрийской Хорватии.

## Экономика
Основу экономики города составляет фермерство, кожевенное дело (производство обуви), деревообработка, текстильная промышленность. Рыбалка и охота играют важную роль в туристическом сервисе, поскольку в районе города обнаружены одни из лучших естественных ареалов диких животных в Европе.

## История
Впервые город упоминается в документе тамплиеров 1240 года. Этот год считается официальной датой основания города. Тем не менее, время возникновения первого поселения остаётся неизвестным, но город находится на очень важных торговых путях Римской империи, которые использовались для перевозки соли и хлопка, поэтому следует ожидать, что населённый пункт на месте Костайницы существовал ещё в римское время. Место, где расположен город, весьма близко к тому, к которому в римских документах относят город «Oeneum». Пять римских мильных камней, расположенных здесь, датированы III веком нашей эры.
В XIII — XIV веках была построена крепость для защиты от турецкого вторжения. Владельцами крепости были члены знатных родов: Липовечки, Тоты, Франкопаны, Бенвенюды и Зринские, имя Франкопанов крепость носит в настоящее время. В соседних деревнях — Комоговине, Свинице и Превршаце также были построены крепости. Турки захватили Костайницу 23 июля 1556 года, после продолжительного артобстрела. Комендант крепости Панкрацие Лусталлер, опасаясь казни, перешёл в турецкое подданство. 
Вплоть до 1687 года город пребывал под властью Османской империи.
В начале XVIII века в городе было открыто две школы. Одна школа принадлежала католической церкви святого Антония Падуанского, а вторая была сербской.
Костайница знаменита своими источниками: Варошки бунар, Мрзленац, Текия, Пекинац, Пауновац, Ангеловац и Тутуловац. На наиболее популярном источнике Текия выгравирована надпись «Pi brate iz Božje milosti dat ti je napitak» («Пей, брат, Божией милостью данный напиток»).
30 мая 1944 года, во время Второй мировой войны, Костайница была подвергнута бомбардировке американскими ВВС.

## Война в Хорватии
Во время гражданской войны в Хорватии город сильно пострадал. При поддержке Югославской Народной Армии, город был 12 сентября 1991 года занят отрядами местных сербов, которые выбили из него формирования хорватского МВД и гвардии. Регион вошёл в состав самопровозглашённой Республики Сербская Краина и почти всё хорватское население Костайницы было убито или изгнано. Дома и здания, принадлежащие хорватам, были сожжены и разграблены. Была разрушена приходская церковь Святого Николая, официальный сайт города также сообщает о разрушении францисканского монастыря и церкви Святого Антония Падуанского (к настоящему времени восстановлены). Из всего культурного наследия города остался лишь замок на берегу реки, построенный Франкопанами.
1 сентября 1991 года в окрестностях города сербскими частями были убиты корреспонденты Гостелерадио СССР Виктор Ногин и Геннадий Куринной.
После падения Сербской Краины в 1995 году контроль над городом перешёл к Хорватии и хорватское население начало постепенно возвращаться. В то же время хорватская армия изгнала из города большинство сербского населения, часть из них впоследствии вернулась. Если до войны сербы в Костайнице составляли большинство населения, то по переписи 2001 они составили 17 %, а по переписи 2011 года — 25 %.